# Olympische Sommerspiele 2000/Teilnehmer (China)
| Gelbes Symbol für Goldmedaillen mit stilisierten Olympischen Ringen | Graues Symbol für Silbermedaillen mit stilisierten Olympischen Ringen | Braundes Symbol für Bronzemedaillen mit stilisierten Olympischen Ringen |
| ------------------------------------------------------------------- | --------------------------------------------------------------------- | ----------------------------------------------------------------------- |
| 28                                                                  | 16                                                                    | 14                                                                      |

Die Volksrepublik China nahm an den Olympischen Sommerspielen 2000 in der australischen Metropole Sydney mit 271 Athleten, 180 Frauen und 91 Männern, in 28 Sportarten teil.
Seit 1952 war es die sechste Teilnahme des asiatischen Staates an Olympischen Sommerspielen.

## Flaggenträger
Der Basketballspieler Liu Yudong trug die Flagge der Volksrepublik China während der Eröffnungsfeier im Stadium Australia.

## Medaillen

### Medaillenspiegel
Mit 28 gewonnenen Gold-, 16 Silber- und 14 Bronzemedaillen belegte das chinesische Team Platz 3 im Medaillenspiegel.
| Sportart       | Gold | Silber | Bronze | Gesamt |
| -------------- | ---- | ------ | ------ | ------ |
| Badminton      | 4    | 1      | 3      | 8      |
| Fechten        | 0    | 1      | 1      | 2      |
| Gewichtheben   | 5    | 1      | 1      | 7      |
| Judo           | 2    | 1      | 1      | 4      |
| Leichtathletik | 1    | 0      | 0      | 1      |
| Radsport       | 0    | 0      | 1      | 1      |
| Ringen         | 0    | 0      | 1      | 1      |
| Schießen       | 3    | 2      | 3      | 8      |
| Taekwondo      | 1    | 0      | 0      | 1      |
| Tischtennis    | 4    | 3      | 1      | 8      |
| Turnen         | 3    | 2      | 2      | 7      |
| Wasserspringen | 5    | 5      | 0      | 10     |
| Gesamt         | 28   | 16     | 14     | 58     |

### Medaillengewinner

#### Gold
| Name                                                              | Sportart       | Wettkampf                    | Datum         |
| ----------------------------------------------------------------- | -------------- | ---------------------------- | ------------- |
| Wang Liping                                                       | Leichtathletik | 20 km Gehen Frauen           | 28. September |
| Ji Xinpeng                                                        | Badminton      | Einzel Männer                | 23. September |
| Gong Zhichao                                                      | Badminton      | Einzel Frauen                | 22. September |
| Ge Fei Gu Jun                                                     | Badminton      | Doppel Frauen                | 23. September |
| Gao Ling Zhang Jun                                                | Badminton      | Mixed-Doppel                 | 21. September |
| Xiong Ni                                                          | Wasserspringen | 3 m Männer                   | 26. September |
| Tian Liang                                                        | Wasserspringen | 10 m Männer                  | 30. September |
| Xiao Hailiang Xiong Ni                                            | Wasserspringen | Synchron 3 m Männer          | 28. September |
| Fu Mingxia                                                        | Wasserspringen | 3 m Frauen                   | 28. September |
| Li Na Sang Xue                                                    | Wasserspringen | Synchron 10 m Frauen         | 28. September |
| Huang Xu Li Xiaopeng Xiao Junfeng Xing Aowei Yang Wei Zheng Lihui | Turnen         | Mannschaftsmehrkampf Männer  | 18. September |
| Li Xiaopeng                                                       | Turnen         | Barren                       | 25. September |
| Liu Xuan                                                          | Turnen         | Schwebebalken                | 25. September |
| Tang Lin                                                          | Judo           | 78 kg Frauen                 | 21. September |
| Yuan Hua                                                          | Judo           | Über 78 kg Frauen            | 22. September |
| Cai Yalin                                                         | Schießen       | Luftgewehr 10 m Männer       | 18. September |
| Yang Ling                                                         | Schießen       | Laufende Scheibe 10 m Männer | 23. September |
| Tao Luna                                                          | Schießen       | Luftpistole 10 m Frauen      | 17. September |
| Kong Linghui                                                      | Tischtennis    | Einzel Männer                | 25. September |
| Wang Liqin Yan Sen                                                | Tischtennis    | Doppel Männer                | 23. September |
| Wang Nan                                                          | Tischtennis    | Einzel Frauen                | 24. September |
| Li Ju Wang Nan                                                    | Tischtennis    | Doppel Frauen                | 22. September |
| Chen Zhong                                                        | Taekwondo      | Über 67 kg Frauen            | 30. September |
| Zhan Xugang                                                       | Gewichtheben   | 77 kg Männer                 | 22. September |
| Yang Xia                                                          | Gewichtheben   | 53 kg Frauen                 | 18. September |
| Chen Xiaomin                                                      | Gewichtheben   | 63 kg Frauen                 | 19. September |
| Lin Weining                                                       | Gewichtheben   | 69 kg Frauen                 | 19. September |
| Ding Meiyuan                                                      | Gewichtheben   | Über 75 kg Männer            | 22. September |

#### Silber
| Name                              | Sportart       | Wettkampf                 | Datum         |
| --------------------------------- | -------------- | ------------------------- | ------------- |
| Huang Nanyan Yang Wei             | Badminton      | Doppel Frauen             | 23. September |
| Hu Jia                            | Wasserspringen | 10 m Männer               | 30. September |
| Hu Jia Tian Liang                 | Wasserspringen | Synchron 10 m Männer      | 23. September |
| Guo Jingjing                      | Wasserspringen | 3 m Frauen                | 28. September |
| Li Na                             | Wasserspringen | 10 m Frauen               | 24. September |
| Fu Mingxia Guo Jingjing           | Wasserspringen | Synchron 3 m Frauen       | 23. September |
| Dong Zhaozhi Wang Haibin Ye Chong | Fechten        | Florett Mannschaft Männer | 22. September |
| Yang Wei                          | Turnen         | Einzelmehrkampf Männer    | 20. September |
| Ling Jie                          | Turnen         | Stufenbarren              | 24. September |
| Li Shufang                        | Judo           | 63 kg Frauen              | 18. September |
| Wang Yifu                         | Schießen       | Luftpistole 10 m Männer   | 16. September |
| Tao Luna                          | Schießen       | Sportpistole 25 m Frauen  | 16. September |
| Kong Linghui Liu Guoliang         | Tischtennis    | Doppel Männer             | 23. September |
| Li Ju                             | Tischtennis    | Einzel Frauen             | 24. September |
| Sun Jin Yang Ying                 | Tischtennis    | Doppel Frauen             | 22. September |
| Wu Wenxiong                       | Gewichtheben   | 56 kg Männer              | 16. September |

#### Bronze
| Name                        | Sportart     | Wettkampf                    | Datum         |
| --------------------------- | ------------ | ---------------------------- | ------------- |
| Xia Xuanze                  | Badminton    | Einzel Männer                | 23. September |
| Ye Zhaoying                 | Badminton    | Einzel Frauen                | 22. September |
| Gao Ling Qin Yiyuan         | Badminton    | Doppel Frauen                | 23. September |
| Jiang Cuihua                | Radsport     | 500 m Zeitfahren             | 16. September |
| Li Na Liang Qin Yang Shaoqi | Fechten      | Degen Mannschaft Frauen      | 19. September |
| Liu Xuan                    | Turnen       | Einzelmehrkampf Frauen       | 21. September |
| Yang Yun                    | Turnen       | Stufenbarren                 | 24. September |
| Liu Yuxiang                 | Judo         | 52 kg Frauen                 | 17. September |
| Niu Zhiyuan                 | Schießen     | Laufende Scheibe 10 m Männer | 23. September |
| Gao Jing                    | Schießen     | Luftgewehr 10 m Frauen       | 16. September |
| Gao E                       | Schießen     | Trap Frauen                  | 18. September |
| Liu Guoliang                | Tischtennis  | Einzel Männer                | 25. September |
| Zhang Xiangxiang            | Gewichtheben | 56 kg Männer                 | 16. September |
| Sheng Zetian                | Ringen       | 58 kg Männer                 | 27. September |

## Teilnehmer nach Sportarten

### Badminton
Einzel
| Athleten     | 1. Runde | 1. Runde | 2. Runde               | 2. Runde                 | 3. Runde           | 3. Runde          | Viertelfinale    | Viertelfinale      | Halbfinale     | Halbfinale             | Finale         | Finale                                  | Rang                         |
| Athleten     | Gegner   | Ergebnis | Gegner                 | Ergebnis                 | Gegner             | Ergebnis          | Gegner           | Ergebnis           | Gegner         | Ergebnis               | Gegner         | Ergebnis                                | Rang                         |
| Frauen       | Frauen   | Frauen   | Frauen                 | Frauen                   | Frauen             | Frauen            | Frauen           | Frauen             | Frauen         | Frauen                 | Frauen         | Frauen                                  | Frauen                       |
| ------------ | -------- | -------- | ---------------------- | ------------------------ | ------------------ | ----------------- | ---------------- | ------------------ | -------------- | ---------------------- | -------------- | --------------------------------------- | ---------------------------- |
| Gong Zhichao | Freilos  | Freilos  | Ling Wan Ting          | 2:0 (11:4, 11:3)         | Lidya Djaelawijaya | 2:0 (11:9, 11:3)  | Yasuko Mizui     | 2:0 (11:6, 11:3)   | Ye Zhaoying    | 2:0 (11:8, 11:8)       | Camilla Martin | 2:0 (13:10, 11:3)                       | Goldmedaille – Olympiasieger |
| Dai Yun      | Freilos  | Freilos  | Ella Karachkova        | 2:0 (11:3, 11:5)         | Kanako Yonekura    | 2:0 (11:2, 11:5)  | Kim Ji-hyun      | 2:0 (11:3, 11:4)   | Camilla Martin | 0:2 (5:11, 0:11)       | Ye Zhaoying    | Spiel um Platz 3 1:2 (11:8, 2:11, 6:11) | 4                            |
| Ye Zhaoying  | Freilos  | Freilos  | Judith Meulendijks     | 2:1 (11:3, 9:11, 11:7)   | Mette Sørensen     | 2:0 (11:4, 11:6)  | Huang Chia-chi   | 2:0 (11:3, 11:4)   | Gong Zhichao   | 0:2 (8:11, 8:11)       | Dai Yun        | Spiel um Platz 3 2:1 (8:11, 11:2, 11:6) | Bronzemedaille – 3. Platz    |
| Männer       |          |          |                        |                          |                    |                   |                  |                    |                |                        |                |                                         |                              |
| Xia Xuanze   | Freilos  | Freilos  | Keita Masuda           | 2:1 (15:4, 12:15, 15:8)  | Svetoslav Stoyanov | 2:0 (15:11, 15:2) | Wong Choong Hann | 2:0 (17:15, 15:11) | Hendrawan      | 0:2 (12:15, 4:15)      | Peter Gade     | Spiel um Platz 3 2:0 (15:13, 15:5)      | Bronzemedaille – 3. Platz    |
| Ji Xinpeng   | Freilos  | Freilos  | Ng Wei                 | 2:1 (7:15, 15:4, 15:11)  | Kevin Han          | 2:0 (15:3, 15:6)  | Taufik Hidayat   | 2:0 (15:12, 15:5)  | Peter Gade     | 2:1 (15:9, 1:15, 15:9) | Hendrawan      | 2:0 (15:4, 15:13)                       | Goldmedaille – Olympiasieger |
| Sun Jun      | Freilos  | Freilos  | Poul-Erik Høyer-Larsen | 2:1 (15:3, 16:17, 15:10) | Richard Vaughan    | 2:0 (15:10, 15:8) | Hendrawan        | 0:2 (13:15, 5:15)  | ausgeschieden  | ausgeschieden          | ausgeschieden  | ausgeschieden                           | 5                            |

- Doppel

| Athleten              | 1. Runde                        | 1. Runde                 | 2. Runde                                       | 2. Runde          | Viertelfinale                     | Viertelfinale      | Halbfinale                  | Halbfinale               | Finale                        | Finale                             | Rang                         |        |
| Athleten              | Gegner                          | Ergebnis                 | Gegner                                         | Ergebnis          | Gegner                            | Ergebnis           | Gegner                      | Ergebnis                 | Gegner                        | Ergebnis                           | Rang                         |        |
| Frauen                | Frauen                          | Frauen                   | Frauen                                         | Frauen            | Frauen                            | Frauen             | Frauen                      | Frauen                   | Frauen                        | Frauen                             | Frauen                       | Frauen |
| --------------------- | ------------------------------- | ------------------------ | ---------------------------------------------- | ----------------- | --------------------------------- | ------------------ | --------------------------- | ------------------------ | ----------------------------- | ---------------------------------- | ---------------------------- | ------ |
| Ge Fei Gu Jun         | Freilos                         | Freilos                  | Lee Hyo-jung Yim Kyung-jin                     | 2:0 (15:3, 15:5)  | Eti Tantra Cynthia Tuwankotta     | 2:0 (15:3, 15:5)   | Gao Ling Qin Yiyuan         | 2:0 (15:7, 15:12)        | Huang Nanyan Yang Wei         | 2:0 (15:5, 15:5)                   | Goldmedaille – Olympiasieger |        |
| Huang Nanyan Yang Wei | Freilos                         | Freilos                  | Sujitra Ekmongkolpaisarn Saralee Thungthongkam | 2:0 (15:1, 15:4)  | Lotte Jonathans Nicole van Hooren | 2:0 (15:10, 15:12) | Chung Jae-hee Ra Kyung-min  | 2:0 (15:6, 15:11)        | Ge Fei Gu Jun                 | 0:2 (5:15, 5:15)                   | Silbermedaille – 2. Platz    |        |
| Gao Ling Qin Yiyuan   | Nely Boteva Diana Koleva        | 2:0 (15:1, 15:9)         | Yoshiko Iwata Haruko Matsuda                   | 2:0 (15:5, 15:5)  | Joanne Goode Donna Kellogg        | 2:0 (15:2, 15:7)   | Ge Fei Gu Jun               | 0:2 (7:15, 12:15)        | Chung Jae-hee Ra Kyung-min    | Spiel um Platz 3 2:0 (15:10, 15:4) | Bronzemedaille – 3. Platz    |        |
| Männer                |                                 |                          |                                                |                   |                                   |                    |                             |                          |                               |                                    |                              |        |
| Zhang Jun Zhang Wei   | Bryan Moody Brent Olynyk        | default                  | ausgeschieden                                  | ausgeschieden     | ausgeschieden                     | ausgeschieden      | ausgeschieden               | ausgeschieden            | ausgeschieden                 | ausgeschieden                      | 17                           |        |
| Chen Qiqiu Yu Jinhao  | Cheah Soon Kit Yap Kim Hock     | 1:2 (15:4, 16:17, 10:15) | ausgeschieden                                  | ausgeschieden     | ausgeschieden                     | ausgeschieden      | ausgeschieden               | ausgeschieden            | ausgeschieden                 | ausgeschieden                      | 17                           |        |
| Mixed                 |                                 |                          |                                                |                   |                                   |                    |                             |                          |                               |                                    |                              |        |
| Liu Yong Ge Fei       | Freilos                         | Freilos                  | Chris Bruil Erica van den Heuvel               | 0:2 (15:17, 7:15) | ausgeschieden                     | ausgeschieden      | ausgeschieden               | ausgeschieden            | ausgeschieden                 | ausgeschieden                      | 9                            |        |
| Chen Qiqiu Chen Lin   | Rio Suryana Kellie Lucas        | 2:0 (15:0, 15:3)         | Bambang Suprianto Zelin Resiana                | 0:2 (10:15, 3:15) | ausgeschieden                     | ausgeschieden      | ausgeschieden               | ausgeschieden            | ausgeschieden                 | ausgeschieden                      | 9                            |        |
| Zhang Jun Gao Ling    | Björn Siegemund Karen Stechmann | 2:1 (10:15, 15:7, 15:10) | Fredrik Bergström Jenny Karlsson               | 2:0 (15:6, 15:7)  | Kim Dong-moon Ra Kyung-min        | 2:0 (15:11, 15:1)  | Michael Søgaard Rikke Olsen | 2:1 (10:15, 15:6, 17:16) | Tri Kusharyanto Minarti Timur | 2:1 (1:15, 15:13, 15:11)           | Goldmedaille – Olympiasieger |        |

### Basketball
| Wettbewerb        | Männer |
| ----------------- | --- |
| Athleten          | Guo Shiqiang Hu Weidong Li Nan Li Qun Li Xiaoyong Liu Yudong Bateer Mengke Sun Jun Wang Zhizhi Yao Ming Zhang Jinsong Zheng Wu |
| Gruppenphase      | Vereinigte Staaten (72:119) Neuseeland (75:60) Frankreich (70:82) Litauen (66:82) Italien (85:76)                              |
| Spiel um 9. Platz | Spanien (64:84) |
| Halbfinale        | ausgeschieden |
| Finale            | ausgeschieden |
| Platzierung       | 10 |

### Beachvolleyball
| Athleten               | Gruppenphase                                                                                          | Gruppenphase    | Gruppenphase | Achtelfinale                 | Achtelfinale  | Viertelfinale | Viertelfinale | Halbfinale    | Halbfinale    | Finale        | Finale        | Rang |
| Athleten               | Gegner                                                                                                | Ergebnis        | Rang         | Gegner                       | Ergebnis      | Gegner        | Ergebnis      | Gegner        | Ergebnis      | Gegner        | Ergebnis      | Rang |
| ---------------------- | --- | --------------- | ------------ | ---------------------------- | ------------- | ------------- | ------------- | ------------- | ------------- | ------------- | ------------- | ---- |
| Frauen                 | |                 |              |                              |               |               |               |               |               |               |               |      |
| Xiong Zi Chi Rong      | Maria José / Cristina Pereira Teresa Galindo Mata / Hilda Gaxiola Daniela Gattelli / Lucilla Perrotta | 5:15 16:14 9:15 | 16           | Natalie Cook Kerri Pottharst | 2:15          | ausgeschieden | ausgeschieden | ausgeschieden | ausgeschieden | ausgeschieden | ausgeschieden | 9    |
| Zhang Jingkun Tian Jia | Ulrike Schmidt / Gudula Staub Tamara Larrea Peraza / Dalixia Fernández Grasset                        | 15:17           | 17           | ausgeschieden                | ausgeschieden | ausgeschieden | ausgeschieden | ausgeschieden | ausgeschieden | ausgeschieden | ausgeschieden | 17   |

### Bogenschießen
- Einzel

| Athleten      | Qualifikation | Qualifikation | 1. Runde         | 1. Runde | 2. Runde         | 2. Runde      | 3. Runde         | 3. Runde      | Viertelfinale | Viertelfinale | Halbfinale    | Halbfinale    | Finale        | Finale        | Rang |
| Athleten      | Ringe         | Rang          | Gegner           | Ergebnis | Gegner           | Ergebnis      | Gegner           | Ergebnis      | Gegner        | Ergebnis      | Gegner        | Ergebnis      | Gegner        | Ergebnis      | Rang |
| ------------- | ------------- | ------------- | ---------------- | -------- | ---------------- | ------------- | ---------------- | ------------- | ------------- | ------------- | ------------- | ------------- | ------------- | ------------- | ---- |
| Frauen        |               |               |                  |          |                  |               |                  |               |               |               |               |               |               |               |      |
| Yu Hui        | 643           | 11            | Yaremis Pérez    | 155:159  | ausgeschieden    | ausgeschieden | ausgeschieden    | ausgeschieden | ausgeschieden | ausgeschieden | ausgeschieden | ausgeschieden | ausgeschieden | ausgeschieden | 38   |
| Yang Jianping | 633           | 25            | Mayumi Asano     | 156:154  | Liu Pi-Yu        | 160:157       | Joanna Nowicka   | 158:162       | ausgeschieden | ausgeschieden | ausgeschieden | ausgeschieden | ausgeschieden | ausgeschieden | 12   |
| He Ying       | 638           | 14            | Wenche-Lin Hess  | 160:145  | Cornelia Pfohl   | 163:157       | Kim Nam-sun      | 162:165       | ausgeschieden | ausgeschieden | ausgeschieden | ausgeschieden | ausgeschieden | ausgeschieden | 10   |
| Männer        |               |               |                  |          |                  |               |                  |               |               |               |               |               |               |               |      |
| Yang Bo       | 632           | 22            | Viktor Kurchenko | 164:155  | Christian Stubbe | 159:152       | Magnus Petersson | 164:167       | ausgeschieden | ausgeschieden | ausgeschieden | ausgeschieden | ausgeschieden | ausgeschieden | 13   |
| Tang Hua      | 619           | 38            | Matthew Gray     | 163:161  | Magnus Petersson | 148:157       | ausgeschieden    | ausgeschieden | ausgeschieden | ausgeschieden | ausgeschieden | ausgeschieden | ausgeschieden | ausgeschieden | 31   |
| Fu Shengjun   | 635           | 16            | Bartosz Mikos    | 155:157  | ausgeschieden    | ausgeschieden | ausgeschieden    | ausgeschieden | ausgeschieden | ausgeschieden | ausgeschieden | ausgeschieden | ausgeschieden | ausgeschieden | 49   |

- Mannschaft

| Frauen                       |      |   |         |         |               |               |               |               |               |               |    |
| Yu Hui He Ying Yang Jianping | 1914 | 4 | Freilos | Freilos | Deutschland   | 234:240       | ausgeschieden | ausgeschieden | ausgeschieden | ausgeschieden | 6  |
| Männer                       |      |   |         |         |               |               |               |               |               |               |    |
| Yang Bo Tang Hua Fu Shengjun | 1886 | 8 | Ukraine | 235:244 | ausgeschieden | ausgeschieden | ausgeschieden | ausgeschieden | ausgeschieden | ausgeschieden | 13 |

### Boxen
Männer
- Yang Xiangzhong
Fliegengewicht: 1. Runde

- Mai Kangde
Bantamgewicht: 1. Runde

- Abudoureheman
Mittelgewicht: 1. Runde

### Fechten
| Männer - Ye Chong Florett, Einzel: 15. Platz Florett, Mannschaft: Silber - Dong Zhaozhi Florett, Einzel: 19. Platz Florett, Mannschaft: Silber - Wang Haibin Florett, Einzel: 30. Platz Florett, Mannschaft: Silber - Zhao Gang Degen, Einzel: 8. Platz Degen, Mannschaft: 11. Platz - Wang Weixin Degen, Einzel: 37. Platz Degen, Mannschaft: 11. Platz - Zhao Chunsheng Degen, Mannschaft: 11. Platz Säbel, Einzel: 31. Platz | Frauen - Xiao Aihua Florett, Einzel: 5. Platz Florett, Mannschaft: 7. Platz - Meng Jie Florett, Einzel: 12. Platz Florett, Mannschaft: 7. Platz - Li Yuan Florett, Einzel: 27. Platz Florett, Mannschaft: 7. Platz - Zhang Lei Florett, Mannschaft: 7. Platz - Yang Shaoqi Degen, Einzel: 23. Platz Degen, Mannschaft: Bronze - Liang Qin Degen, Einzel: 25. Platz Degen, Mannschaft: Bronze - Li Na Degen, Einzel: 30. Platz Degen, Mannschaft: Bronze |

### Fußball
Frauen
- Gruppenphase

- Kader
  - Tor

1 Han Wenxia
18 Gao Hong
22 Bai Lifang
  - Abwehr

2 Wang Liping
3 Fan Yunjie
4 Bai Jie
5 Xie Huilin
12 Wen Lirong
19 Fan Chunling
  - Mittelfeld

6 Zhao Lihong
7 Shui Qingxia
10 Liu Ailing
11 Pu Wei
13 Liu Ying
14 Pan Lina
15 Qiu Haiyan
16 Zhu Jing
  - Sturm

8 Jin Yan
9 Sun Wen
17 Zhang Ouying

Die von Yuanan Ma trainierte chinesische Olympiaauswahl konnte ihr Auftaktspiel in Gruppe F gegen Nigeria mit 3:1 gewinnen. Im zweiten Spiel gelang ein 1:1 gegen das US-Team. Die entscheidende Partie gegen den späteren Turniersieger Norwegen ging 1:2 verloren, was das Vorrundenaus für China bedeutete. Trotz des vorzeitigen Ausscheidens wurde Sun Wen Torschützenkönigin des Turniers, sie erzielte vier der fünf chinesischen Treffer. Insgesamt kamen in drei Spielen lediglich 13 Spielerinnen zum Einsatz.

### Gewichtheben
| Männer - Wu Wenxiong Bantamgewicht: Silber - Zhang Xiangxiang Bantamgewicht: Bronze - Le Maosheng Federgewicht: 4. Platz - Zhang Guozheng Leichtgewicht: 4. Platz - Wan Jianhui Leichtgewicht: DNF - Zhan Xugang Mittelgewicht: Gold | Frauen - Yang Xia Federgewicht: Gold - Chen Xiaomin Mittelgewicht: Gold - Lin Weining Leichtschwergewicht: Gold - Ding Meiyuan Superschwergewicht: Gold |

### Hockey
Frauen
- 5. Platz

- Kader
Cai Xuemei
Chen Zhaoxia
Cheng Hui
Hou Xiaolan
Huang Junxia
Liu Lijie
Long Fengyu
Nie Yali
Shen Lihong
Tang Chunling
Wang Jiuyan
Yang Hongbing
Yang Huiping
Yu Yali
Zhou Wanfeng

### Judo
| Männer - Jia Yunbing Ultraleichtgewicht: 13. Platz - Zhang Guangjun Halbleichtgewicht: 9. Platz - Xu Zhiming Mittelgewicht: Viertelfinale - Song Qitao Halbschwergewicht: 1. Runde - Pan Song Schwergewicht: 7. Platz | Frauen - Zhao Shunxin Ultraleichtgewicht: - Liu Yuxiang Halbleichtgewicht: Bronze - Shen Jun Leichtgewicht: 5. Platz - Li Shufang Halbmittelgewicht: Silber - Qin Dongya Mittelgewicht: 1. Runde - Tang Lin Halbschwergewicht: Gold - Yuan Hua Schwergewicht: Gold |

### Leichtathletik
Laufen und Gehen
| Athleten                                       | Wettbewerb        | 1. Runde | 1. Runde | 2. Runde      | 2. Runde      | Halbfinale    | Halbfinale    | Finale        | Finale          | Rang                    |
| Athleten                                       | Wettbewerb        | Zeit     | Rang     | Zeit          | Rang          | Zeit          | Rang          | Zeit          | Rang            | Rang                    |
| ---------------------------------------------- | ----------------- | -------- | -------- | ------------- | ------------- | ------------- | ------------- | ------------- | --------------- | ----------------------- |
| Frauen                                         |                   |          |          |               |               |               |               |               |                 |                         |
| Zeng Xiujun                                    | 100 m             | 11,63 s  | 43       | ausgeschieden | ausgeschieden | ausgeschieden | ausgeschieden | ausgeschieden | ausgeschieden   | 43                      |
| Li Xuemei                                      | 100 m             | 11,25 s  | 11       | 11,46 s       | 21            | ausgeschieden | ausgeschieden | ausgeschieden | ausgeschieden   | 21                      |
| Qin Wangping                                   | 200 m             | 24,10 s  | 45       | ausgeschieden | ausgeschieden | ausgeschieden | ausgeschieden | ausgeschieden | ausgeschieden   | 45                      |
| Liu Xiaomei                                    | 200 m             | 23,56 s  | 37       | ausgeschieden | ausgeschieden | ausgeschieden | ausgeschieden | ausgeschieden | ausgeschieden   | 37                      |
| Li Ji                                          | 10.000 m          | 32:29,96 | 6        | -             | -             | -             | -             | 31:06,94      | 7               | 7                       |
| Ren Xiujuan                                    | Marathon          | -        | -        | -             | -             | -             | -             | 2:27:55       | 10              | 10                      |
| Feng Yun                                       | 100 m Hürden      | 13,19 s  | 26       | ausgeschieden | ausgeschieden | ausgeschieden | ausgeschieden | ausgeschieden | ausgeschieden   | 26                      |
| Liu Hongyu                                     | 20 km Gehen       | -        | -        | -             | -             | -             | -             | -             | Disqualifiziert | Disqualifiziert         |
| Wang Liping                                    | 20 km Gehen       | -        | -        | -             | -             | -             | -             | 1:29:05 (OR)  | 1               | Goldmedaille – 1. Platz |
| Zeng Xiujun Liu Xiaomei Qin Wangping Li Xuemei | 4 × 100 m Staffel | 43,07 s  | 5        | -             | -             | 43,04 s       | 8             | 44,87 s       | 8               | 8                       |
| Männer                                         |                   |          |          |               |               |               |               |               |                 |                         |
| Yu Guohui                                      | 20 km Gehen       | -        | -        | -             | -             | -             | -             | 1:22:32       | 13              | 13                      |
| Yang Yongjian                                  | 50 km Gehen       | -        | -        | -             | -             | -             | -             | 3:48:42       | 10              | 10                      |
| Wang Yinhang                                   | 50 km Gehen       | -        | -        | -             | -             | -             | -             | 3:50:19       | 13              | 13                      |

Springen und Werfen
| Frauen        |                |                       |                       |               |               |               |
| Guo Chunfang  | Weitsprung     | kein gültiger Versuch | kein gültiger Versuch | ausgeschieden | ausgeschieden | ausgeschieden |
| Guan Yingnan  | Weitsprung     | 6,48 m                | 18                    | ausgeschieden | ausgeschieden | 18            |
| Gao Shuying   | Stabhochsprung | 4,30 m                | 7                     | 4,15 m        | 10            | 10            |
| Ren Ruiping   | Dreisprung     | 14,56 m               | 4                     | 14,30 m       | 6             | 6             |
| Wei Jianhua   | Speerwurf      | 60,64 m               | 8                     | 58,33 m       | 10            | 10            |
| Li Lei        | Speerwurf      | 60,57 m               | 9                     | 56,83 m       | 11            | 11            |
| Yu Xin        | Diskuswurf     | 61,00 m               | 11                    | 58,34 m       | 13            | 13            |
| Li Qiumei     | Diskuswurf     | 56,59 m               | 22                    | ausgeschieden | ausgeschieden | 22            |
| Cao Qi        | Diskuswurf     | 58,03 m               | 21                    | ausgeschieden | ausgeschieden | 21            |
| Yu Xin        | Kugelstoßen    | 16,18 m               | 24                    | ausgeschieden | ausgeschieden | 24            |
| Cheng Xiaoyan | Kugelstoßen    | 18,23 m               | 10                    | 17,85 m       | 11            | 11            |
| Zhao Wei      | Hammerwurf     | 59,54 m               | 20                    | ausgeschieden | ausgeschieden | 20            |
| Männer        |                |                       |                       |               |               |               |
| Liu Honglin   | Weitsprung     | kein gültiger Versuch | kein gültiger Versuch | ausgeschieden | ausgeschieden | ausgeschieden |
| Lao Jianfeng  | Weitsprung     | 7,41 m                | 40                    | ausgeschieden | ausgeschieden | 40            |
| Lao Jianfeng  | Dreisprung     | 16,43 m               | 21                    | ausgeschieden | ausgeschieden | 21            |
| Li Shaojie    | Diskuswurf     | 62,29 m               | 13                    | ausgeschieden | ausgeschieden | 13            |

### Moderner Fünfkampf
| Männer - Qian Zhenhua Einzel: 24. Platz | Frauen - Wang Jinlin Einzel: 20. Platz |

### Radsport
Frauen
- Jiang Cuihua
500 Meter Zeitfahren: Bronze

- Ma Yanping
Mountainbike: 28. Platz

- Wang Yan
Sprint: 12. Platz
500 Meter Zeitfahren: 4. Platz

### Rhythmische Sportgymnastik
Frauen
- Zhou Xiaojing
Einzel: 22. Platz in der Qualifikation

### Ringen
Männer
- Wang Hui
Bantamgewicht, griechisch-römisch: 6. Platz

- Sheng Zetian
Federgewicht, griechisch-römisch: Bronze

- Yi Shanjun
Leichtgewicht, griechisch-römisch: 16. Platz

- Zhao Hailin
Superschwergewicht, griechisch-römisch: 14. Platz

- Chen Xingqiang
Superschwergewicht, Freistil: 14. Platz

### Rudern
| Männer - Hua Lingjun & Liang Hongming Doppelzweier: 15. Platz - Hua Lingjun, Li Yang, Liang Hongming & Liu Jian Doppelvierer: 13. Platz | Frauen - Liu Lin & Sun Guangxia Doppelzweier: 10. Platz - Han Jing, Liu Lijuan, Liu Lin & Sun Guangxia Doppelvierer: 8. Platz - Ou Shaoyan & Yu Hua Leichtgewichts-Doppelzweier: 10. Platz |

### Schießen
| Männer - Wang Yifu Luftpistole: Silber Freie Pistole: 6. Platz - Tan Zongliang Luftpistole: 11. Platz - Xu Dan Freie Pistole: 14. Platz - Cai Yalin Luftgewehr: Gold Kleinkaliber, Dreistellungskampf: 38. Platz - Ning Lijia Kleinkaliber, Dreistellungskampf: 31. Platz Kleinkaliber, liegend: 13. Platz - Yang Ling Laufende Scheibe: Gold - Niu Zhiyuan Laufende Scheibe: Bronze - Zhang Yongjie Trap: 9. Platz - Li Bo Doppeltrap: 19. Platz - Jin Di Skeet: 46. Platz | Frauen - Tao Luna Luftpistole: Gold Sportpistole: Silber - Ren Jie Luftpistole: 16. Platz - Cai Yeqing Sportpistole: 8. Platz - Cao Ying Sportpistole: 20. Platz - Gao Jing Luftgewehr: Bronze - Zhao Yinghui Luftgewehr: 9. Platz - Shan Hong Kleinkaliber, Dreistellungskampf: 5. Platz - Wang Xian Kleinkaliber, Dreistellungskampf: 16. Platz - Gao E Trap: Bronze Doppeltrap: 9. Platz - Zhang Yafei Doppeltrap: 8. Platz - Zhang Shan Skeet: 8. Platz |

### Schwimmen
| Männer - Jiang Chengji 50 Meter Freistil: 17. Platz - Jin Hao 400 Meter Freistil: 25. Platz 1500 Meter Freistil: 32. Platz 400 Meter Lagen: 25. Platz - Ouyang Kunpeng 100 Meter Rücken: 34. Platz 100 Meter Schmetterling: 20. Platz 4 × 100 Meter Lagen: 21. Platz - Fu Yong 200 Meter Rücken: 26. Platz 4 × 100 Meter Lagen: 21. Platz - Zhu Yi 100 Meter Brust: 29. Platz 200 Meter Brust: 38. Platz 4 × 100 Meter Lagen: 21. Platz - Xie Xufeng 200 Meter Schmetterling: 33. Platz 200 Meter Lagen: 25. Platz 400 Meter Lagen: 21. Platz 4 × 100 Meter Lagen: 21. Platz | Frauen - Han Xue 50 Meter Freistil: 21. Platz 100 Meter Freistil: 19. Platz 4 × 100 Meter Freistil: 9. Platz 4 × 100 Meter Lagen: 8. Platz - Wang Luna 200 Meter Freistil: 8. Platz 4 × 200 Meter Freistil: 9. Platz - Yang Yu 200 Meter Freistil: 17. Platz 4 × 100 Meter Freistil: 9. Platz 4 × 200 Meter Freistil: 9. Platz - Chen Hua 400 Meter Freistil: 8. Platz 800 Meter Freistil: 6. Platz - Li Jin 4 × 100 Meter Freistil: 9. Platz - Sun Dan 4 × 100 Meter Freistil: 9. Platz 4 × 200 Meter Freistil: 9. Platz - Chen Yan 4 × 200 Meter Freistil: 9. Platz 200 Meter Lagen: 9. Platz 400 Meter Lagen: 11. Platz - Zhan Shu 100 Meter Rücken: 14. Platz 200 Meter Rücken: 18. Platz 200 Meter Lagen: 13. Platz 4 × 100 Meter Lagen: 8. Platz - Lu Donghua 100 Meter Rücken: 16. Platz - Qi Hui 100 Meter Brust: 12. Platz 200 Meter Brust: 4. Platz 4 × 100 Meter Lagen: 8. Platz - Li Wei 100 Meter Brust: 19. Platz - Luo Xuejuan 200 Meter Brust: 8. Platz - Liu Limin 100 Meter Schmetterling: 18. Platz 200 Meter Schmetterling: 19. Platz 4 × 100 Meter Lagen: 8. Platz - Ruan Yi 100 Meter Schmetterling: 25. Platz - Liu Yin 200 Meter Schmetterling: 21. Platz 400 Meter Lagen: 19. Platz |

### Segeln
| Männer - Zhou Yuanguo Windsurfen: 5. Platz | Frauen - Zhang Chujun Windsurfen: 7. Platz - Li Dongying & Yang Xiaoyan 470er: 18. Platz |

### Softball
Frauen
- 4. Platz

- Kader
An Zhongxin
Deng Xiaoling
Mu Xia
Qin Xuejing
Qiu Haitao
Tao Hua
Wang Lihong
Wang Ying
Wei Qiang
Xu Jian
Yan Fang
Yu Yanhong
Zhang Chunfang
Zhang Yanqing
Zhou Yan

### Synchronschwimmen
Frauen
- Li Min & Li Yuanyuan
Duett: 7. Platz

- Hou Yingli, Jin Na, Li Min, Li Rouping, Li Yuanyuan, Li Zhen, Wang Fang, Xia Ye & Zhang Xiaohuan
Mannschaft: 7. Platz

### Taekwondo
| Männer - Zhu Feng Schwergewicht: 11. Platz | Frauen - He Lumin Weltergewicht: 7. Platz - Chen Zhong Schwergewicht: Gold |

### Tennis
Frauen
- Li Na
Einzel: 1. Runde
Doppel: 1. Runde

- Li Ting
Doppel: 1. Runde

- Yi Jingqian
Einzel: 1. Runde

### Tischtennis
Die chinesische Mannschaft gewann wie schon bei den vorangegangenen Olympischen Spielen alle Goldmedaillen dieser Sportart.
- Einzel

| Athleten     | Gruppenphase | Letzte 32          | Letzte 16            | Viertelfinale       | Halbfinale          | Spiel um Platz 3   | Finale              | Rang           |
| Frauen       | Frauen       | Frauen             | Frauen               | Frauen              | Frauen              | Frauen             | Frauen              | Frauen         |
| ------------ | ------------ | ------------------ | -------------------- | ------------------- | ------------------- | ------------------ | ------------------- | -------------- |
| Wang Nan     | Freilos      | Li Chunli 3:0      | Li Jiawei 3:2        | He Zhili 3:0        | Chen Jing 3:1       | -                  | Li Ju 3:2           | Goldmedaille   |
| Li Ju        | Freilos      | Galina Melnik 3:2  | Ni Xialian 3:0       | Ryu Ji-hae 3:1      | Jing Junhong 3:0    | -                  | Wang Nan 2:3        | Silbermedaille |
| Sun Jin      | Freilos      | Jing Junhong 0:3   | Ausgeschieden        | Ausgeschieden       | Ausgeschieden       | Ausgeschieden      | Ausgeschieden       | Letzte 32      |
| Männer       |              |                    |                      |                     |                     |                    |                     |                |
| Kong Linghui | Freilos      | Wenguan Huang 3:0  | Lucjan Błaszczyk 3:2 | Werner Schlager 3:2 | Jörgen Persson 3:1  | -                  | Jan-Ove Waldner 3:2 | Goldmedaille   |
| Liu Guoliang | Freilos      | Trinko Keen 3:0    | Damien Éloi 3:2      | Jörg Roßkopf 3:0    | Jan-Ove Waldner 0:3 | Jörgen Persson 3:1 | Ausgeschieden       | Bronzemedaille |
| Liu Guozheng | Freilos      | Philippe Saive 3:2 | Chiang Peng-Lung 3:0 | Jörgen Persson 1:3  | Ausgeschieden       | Ausgeschieden      | Ausgeschieden       | Letzte 8       |

- Doppel

| Athleten                  | Gruppenphase | Letzte 16                               | Viertelfinale                     | Halbfinale                             | Spiel um Platz 3 | Finale                        | Rang           |
| Frauen                    | Frauen       | Frauen                                  | Frauen                            | Frauen                                 | Frauen           | Frauen                        | Frauen         |
| ------------------------- | ------------ | --------------------------------------- | --------------------------------- | -------------------------------------- | ---------------- | ----------------------------- | -------------- |
| Li Ju Wang Nan            | Freilos      | Elke Schall Nicole Struse 3:0           | Eldijana Bentsen Tamara Boroš 3:1 | Kim Moo-kyo Ryu Ji-hae 3:2             | -                | Sun Jin Yang Ying 3:0         | Goldmedaille   |
| Sun Jin Yang Ying         | Freilos      | Rūta Paškauskienė Jolanta Prūsienė 3:0  | Miao Miao Shirley Zhou 3:0        | Csilla Bátorfi Krisztina Tóth 3:1      | -                | Wang Nan Li Ju 0:3            | Silbermedaille |
| Männer                    |              |                                         |                                   |                                        |                  |                               |                |
| Kong Linghui Liu Guoliang | Freilos      | Lucjan Błaszczyk Tomasz Krzeszewski 3:2 | Kim Taek-soo Oh Sang-eun 3:1      | Patrick Chila Jean-Philippe Gatien 3:1 | -                | Wang Liqin Yan Sen 1:3        | Silbermedaille |
| Wang Liqin Yan Sen        | Freilos      | Wei Qingguang Toshio Tasaki 3:0         | Damien Éloi Christophe Legoût 3:0 | Lee Chul-seung Ryu Seung-min 3:1       | -                | Kong Linghui Liu Guoliang 3:1 | Goldmedaille   |

### Triathlon
Frauen
- Wang Dan
Einzel: 32. Platz

- Shi Meng
Einzel: 40. Platz

### Turnen
| Athleten                                                           | Wettbewerb           | Qualifikation | Qualifikation | Finale  | Finale | Rang           |
| Athleten                                                           | Wettbewerb           | Punkte        | Rang          | Punkte  | Rang   | Rang           |
| Männer                                                             | Männer               | Männer        | Männer        | Männer  | Männer | Männer         |
| ------------------------------------------------------------------ | -------------------- | ------------- | ------------- | ------- | ------ | -------------- |
| Yang Wei Zheng Lihui Li Xiaopeng Xing Aowei Huang Xu Xiao Junfeng  | Mehrkampf Mannschaft | 229,996       | 2             | 231,919 | 1      | Goldmedaille   |
| Yang Wei                                                           | Mehrkampf Einzel     | 57,449        | 5             | 58,361  | 2      | Silbermedaille |
| Zheng Lihui                                                        | Mehrkampf Einzel     | 57,311        | 8             | 57,474  | 9      | 9              |
| Yang Wei                                                           | Boden                | 9,612         | 7             | 9,750   | 4      | 4              |
| Li Xiaopeng                                                        | Boden                | 9,725         | 2             | 9,737   | 5      | 5              |
| Yang Wei                                                           | Ringe                | 9,650         | 7             | 9,712   | 4      | 4              |
| Li Xiaopeng                                                        | Barren               | 9,762         | 3             | 9,825   | 1      | Goldmedaille   |
| Huang Xu                                                           | Barren               | 9,675         | 7             | 9,650   | 7      | 7              |
| Frauen                                                             |                      |               |               |         |        |                |
| Yang Yun Ling Jie Dong Fangxiao Liu Xuan Huang Mandan Kui Yuanyuan | Mehrkampf Mannschaft | DQ            | DQ            | DQ      | DQ     | DQ             |
| Liu Xuan                                                           | Mehrkampf Einzel     | 37,592        | 21            | 38,418  | 3      | Bronzemedaille |
| Yang Yun                                                           | Mehrkampf Einzel     | 38,424        | 6             | 38,305  | 5      | 5              |
| Dong Fangxiao                                                      | Mehrkampf Einzel     | DQ            | DQ            | DQ      | DQ     | DQ             |
| Dong Fangxiao                                                      | Sprung               | DQ            | DQ            | DQ      | DQ     | DQ             |
| Ling Jie                                                           | Stufenbarren         | 9,812         | 2             | 9,837   | 2      | Silbermedaille |
| Yang Yun                                                           | Stufenbarren         | 9,775         | 4             | 9,787   | 3      | Bronzemedaille |
| Yang Yun                                                           | Boden                | 9,650         | 8             | 9,637   | 5      | 5              |
| Dong Fangxiao                                                      | Boden                | DQ            | DQ            | DQ      | DQ     | DQ             |
| Liu Xuan                                                           | Schwebebalken        | 9,712         | 7             | 9,825   | 1      | Goldmedaille   |
| Ling Jie                                                           | Schwebebalken        | 9,762         | 4             | 9,675   | 7      | 7              |

### Volleyball
| Wettbewerb         | Frauen |
| ------------------ | --- |
| Athleten           | Chen Jing Gui Chaoran He Qi Li Shan Li Yan Qiu Aihua Sun Yue Wang Lina Wu Dan Wu Yongmei Yin Yin Zhu Yunying |
| Trainer            | Hu Jin |
| Gruppenphase       | Vereinigte Staaten (1:3) Kroatien (1:3) Brasilien (0:3) Kenia (3:0) Australien (3:0)                         |
| Viertelfinale      | Russland (0:3)                                                                                               |
| Platzierungsspiele | Südkorea (3:1) Spiel um Platz 5: Deutschland (3:1)                                                           |
| Halbfinale         | Ausgeschieden                                                                                                |
| Finale             | Ausgeschieden                                                                                                |
| Platzierung        | 5 |

### Wasserspringen
- Einzel

| Athleten      | Wettbewerb        | Vorkampf | Vorkampf | Halbfinale | Halbfinale | Halbfinale | Halbfinale | Finale | Finale | Finale | Rang           |
| Athleten      | Wettbewerb        | Punkte   | Rang     | Punkte     | Rang       | Total      | Rang       | Punkte | Rang   | Total  | Rang           |
| Frauen        | Frauen            | Frauen   | Frauen   | Frauen     | Frauen     | Frauen     | Frauen     | Frauen | Frauen | Frauen | Frauen         |
| ------------- | ----------------- | -------- | -------- | ---------- | ---------- | ---------- | ---------- | ------ | ------ | ------ | -------------- |
| Fu Mingxia    | Kunstspringen 3 m | 342,75   | 1        | 242,82     | 2          | 585,57     | 1          | 366,60 | 1      | 609,42 | Goldmedaille   |
| Guo Jingjing  | Kunstspringen 3 m | 332,67   | 2        | 251,22     | 1          | 583,89     | 2          | 346,59 | 2      | 597,81 | Silbermedaille |
| Li Na         | Turmspringen      | 366,66   | 2        | 196,23     | 1          | 562,89     | 2          | 345,78 | 3      | 542,01 | Silbermedaille |
| Sang Xue      | Turmspringen      | 374,79   | 1        | 196,11     | 2          | 570,90     | 1          | 316.92 | 6      | 597,81 | 4              |
| Männer        |                   |          |          |            |            |            |            |        |        |        |                |
| Xiong Ni      | Kunstspringen 3 m | 457,38   | 1        | 230,40     | 4          | 687,78     | 1          | 478,32 | 1      | 708,72 | Goldmedaille   |
| Xiao Hailiang | Kunstspringen 3 m | 419,91   | 5        | 235,92     | 2          | 655,83     | 5          | 435,12 | 4      | 671,04 | 4              |
| Tian Liang    | Turmspringen      | 503,16   | 1        | 201,45     | 2          | 704,61     | 1          | 523,08 | 1      | 724,53 | Goldmedaille   |
| Hu Jia        | Turmspringen      | 485,43   | 2        | 206,61     | 1          | 692,04     | 2          | 506,94 | 2      | 713,53 | Silbermedaille |

- Synchron

| Athleten                | Wettbewerb        | Finale | Finale | Rang           |
| Athleten                | Wettbewerb        | Punkte | Rang   | Rang           |
| Frauen                  | Frauen            | Frauen | Frauen | Frauen         |
| ----------------------- | ----------------- | ------ | ------ | -------------- |
| Fu Mingxia Guo Jingjing | Kunstspringen 3 m | 321,60 | 2      | Silbermedaille |
| Li Na Sang Xue          | Turmspringen 10 m | 345,12 | 1      | Goldmedaille   |
| Männer                  |                   |        |        |                |
| Xiong Ni Xiao Hailiang  | Kunstspringen 3 m | 365,58 | 1      | Goldmedaille   |
| Hu Jia Tian Liang       | Turmspringen 10 m | 358,74 | 2      | Silbermedaille |